# Coffea madurensis
Coffea madurensis är en måreväxtart som beskrevs av Johannes Elias Teijsmann, Simon Binnendijk och Sijfert Hendrik Koorders. Coffea madurensis ingår i släktet Coffea och familjen måreväxter. Inga underarter finns listade i Catalogue of Life.